# Габлиць Карл Іванович
Карл Іванович Габлиць (нім. Carl Ludwig von Hablitz; 1752, Кенігсберг — 21 (9) жовтня 1821, Санкт-Петербург) — учений, державний діяч Російської імперії, таємний радник (1800), сенатор. Кореспондент (1776) та почесний член Петербурзької академії наук (1796), член Вільного економічного товариства (1783).

## Біографія

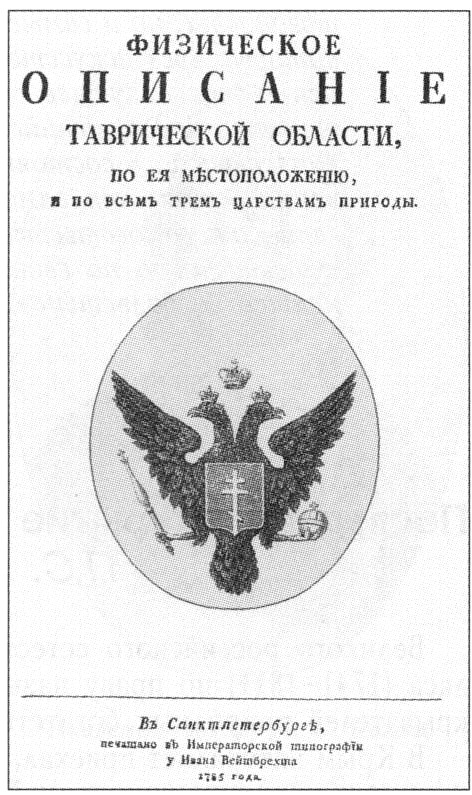
Карл Габлиць. Фізичний опис Таврійської області … СПб. 1785. Обкладинка.

Народився в місті Кенігсберг (нині місто Калінінград, Російська Федерація). 6-літнім прибув до Росії з батьком — Йоганом (Іваном), який у Москві отримав посаду інспектора університетської друкарні. 1768 закінчив гімназію та вступив на медичний факультет Московського університету. 1769 переведений до академії наук і відряджений з експедицією під керівництвом Самуїла Гмеліна на південь Воронезької губернії, у Приазов'я, на Волгу та Каспійське море. 1775 номінований академічним перекладачем, 1776 — помічник директора Астраханської садової контори. 1781–1782 вів щоденник рейду, очоленого Марком Войновичем.
Протягом 1783–1785 складав «фізичний опис» Криму, досліджував Тамань і Кубань. 24 (13) грудня 1784 призначений радником Таврійської карної палати, згодом обійняв посаду директора обласної економії. Отримав від князя Григорія Потьомкіна дачу поблизу Балаклави та виноградник у Судацькій долині. Створив і подав імператриці Катерині II історичний та географічний опис Криму з відповідними картами. Від 1788 до кінця 1796 — таврійський віце-губернатор.
30 (19) грудня 1796 відкликаний до Санкт-Петербурга, виконував різноманітні доручення імператора Павла I, який пожалував йому 250 кріпаків. 1801 Габлиць присутній в урядовому комітеті з упорядкування Новоросійського краю, 12 січня 1803 (31 грудня 1802) призначений президентом мануфактур-колегії. 16 (4) лютого 1803 став головним диектором державних лісів, 30 (18) липня того самого року — ще й керуючим експедицією державного господарства.
Від 11 листопада (30 жовтня) 1808 до 1810 очолював комісію з розв'язання суперечок щодо земель Кримського півострова. Окрім цього, перебував на службі в сенатському департаменті, а також до 1811 завідував 1-ю експедицією департаменту внутрішніх справ і головою правління мануфактур. 1814 — голова комітету, утвореного імператором Олександром I для розгляду скарг кримських татар і загалом усіх справ по різних міністерствах стосовно того краю.
Помер у місті Санкт-Петербург. Похований на Волковому лютеранському кладовищі.

## Наукові заслуги
Завдяки Габлицю в Росії дізналися про мінеральні багатства Тавриди, про солі її озер, нафту Керченського півострова, залізну руду, мармур, сірчаний колчедан, залізисту глину, білий мергель. Розповідаючи про флору Криму, він не тільки розкрив багатства трав'янистої рослинності в степу, а лісової — в горах, але і вказав на її різноманітні родинні зв'язки з рослинністю Південної Європи, Азії, північних областей. Всього ж у списку рослин Габлиця, який називають «першим науковим ботанічним реєстром Криму» — 511 видів, у тому числі лікарських, кормових, технічних трав. Цікавими також є відомості про фауну Криму тих часів, коли там мешкали дикі мустанги і вовки водилися «в безлічі», а біля берегів півострова, «особливо в Севастопольській бухті, мешкали тюлені-монахи».

## Нагороди
Кавалер орденів святого Володимира 4-го ступеня (1787), 3-го ступеня (1794), 2-го ступеня (1806); святої Анни 1-го ступеня (1799; діамантові знаки — 1810).

## Твори/праці
- Географические известия, служащие к объяснению прежнего состояния Таврической области. СПб., 1803;
- Исторический журнал бывшей в 1781 и 1782 годах на Каспийском море российской эскадры под командою флота капитана второго ранга графа Войновича. М., 1809;
- Краткое описание жизни и службы. «Сын отечества», 1821, ч. 73-74.